# Antonio Manuel Chaves Cuiñas
Antonio Manuel Chaves Cuiñas, nacido en Cambados el 10 de julio de 1959, es un escritor gallego residente en Vigo.

## Biografía
Diplomado en Graduado Social por la Universidad de Santiago de Compostela, publicó trabajos e ilustraciones de contenido diverso, como Diario de Pontevedra, La Voz de Galicia, Faro de Vigo o A Nosa Terra. Además fue secretario y colaborador de la Revista Universitaria de Cultura «Coordenadas», en Santiago de Compostela, y colaborador y miembro de la redacción de la Revista de Ciencia, Arte y Pensamiento «Congostra», editada en Vigo por la Asociación Cultural Zeca Afonso.
También participó en recitales poéticos y encuentros literarios con figuras de la talla de Rafael Alberti, Carlos Oroza, Arturo Cuadrado, Méndez Ferrín, Carlos Casares, Manuel Cuña Novás, Xulio Valcárcel y Manuel Lueiro Rey.
En 1990 realizó las ilustraciones y escribió el epílogo del libro Vigo en tres paisajes, el último de Manuel Lueiro Rey en vida.
En 1996 promovió el premio periodístico Enrique H. Botana, que en su primera edición le fue concedido como título póstumo a Segundo Mariño Vázquez.
Chaves está especializado en el mundo de la infancia, la juventud, el juego y el juguete, siendo en la actualidad el presidente de la Fundación "Raquel Chaves". Entre 1997 y 2006 fue director y coordinador del Museo Castellano-Manchego del Juguete, situado en la localidad toledana de Mohedas de la Jara. Desde el 2006 coordina el MuGaIn (Museo Galego da Infancia, Xogo e Xoguete) en Vigo.

## Obra
- Reliquias del Vaciamiento (1978)
- Como Aves de Paso, Zaragoza (1982)
- La UGT de Vigo. Una aproximación histórica (1.ª edición en 1998, 2.ª en 2006)
- Resol de ensueños para Arturo Cuadrado (2004)
- Aproximación a Don Quijote en Busca de Pinceladas Pedagógicas, Pontevedra (2005)
- Mar azul, Cielo azul, Blanca vela, Dénia (2007)
- Crónica de Vuelos en Tiempos de Vigilia, Vigo (2012)

### Colaborador en
- Poesía Galega Actual, Santiago de Compostela (1980)
- Recital Das Letras Na Alameda, Santiago de Compostela (1980)
- TALLER LABERINTOS. Cuadernos de Creación Literaria, Bilbao (1982)
- Homenaje a Arturo Cuadrado, Artes e Letras, Vigo (1983)
- DALEX, Poemas de Catorce Autores, Vigo (1984)
- SEMANA CULTURAL en HOMENAXE A CASTELAO, O Grove (1986)
- Concurso Nacional de Poesía “O FACHO” (1978-1989), Ferrol (1990)
- Vigo en tres paisajes, Vigo (1990)
- HOMENAXE A MANUEL LUEIRO REY, O Grove (1991)
- Encontro Literario - Asociación Amigos da Cultura, Pontevedra (1993)
- Arturo Cuadrado. A fantasía dun pobo, A Coruña (1999)
- Los Museos del Juguete y la Infancia a finales del siglo XX, Madrid (1999)
- Homenaxe a Luis Seoane. O Grove, abril de 1980 (2001)
- El Juguete Español del Siglo XX. 100 años de Entretenimiento y Aprendizaje, Madrid (2001)
- El Exilio de los Niños, Madrid (2003)
- Payá. 1905-2005. Cien años de juguetes en la Comunidad Valenciana (2005)
- Los Colegios del Exilio en México, Madrid (2006)
- Joguetmaniàtics, 1991 - 2006, Barcelona (2006)
- Museu Valencià del Joguet, Catàleg-Catálogo, Ibi (2008)
- Homenaxe a Ceferino Díaz, O Saviñao - Lugo (2013)
- Mostra «Unha Marea de Ondas Lúdicas», Vigo (2013 - 2014)
- Recital Poético en el 120º Aniversario de Pablo de Rokha. Santiago de Chile (2014)
- Homenaje a Eduardo Blanco Amor en la SECH, "Sociedad de Escritores de Chile"  (2015)

- Datos: Q8201439